# Lambaréné
Lambaréné est une ville du Gabon. Son nom provient du galoa et signifie « Essayez donc [de nous attaquer] ».
Lambaréné est la septième ville du Gabon avec 26 998 habitants en 2010, derrière Libreville (753 550 hab.), Port-Gentil (142 280 hab.), Franceville (56 002 hab.), Oyem (40 235 hab.), Moanda (39 298 hab.) et Mouila (29 286 hab.),,.
Elle se situe à 250 km (par la route) au sud-est de Libreville, sur les rives de l'Ogooué. Située dans l'hémisphère sud, elle est le chef-lieu provincial et le centre administratif, économique et médical de la province du Moyen-Ogooué.
La ville se concentre autour d'une île qui comprend le marché local et une station service. Le marché donne sur les berges, d'où partent les pirogues pour descendre ou remonter le fleuve vers les lieux habités le long des berges.

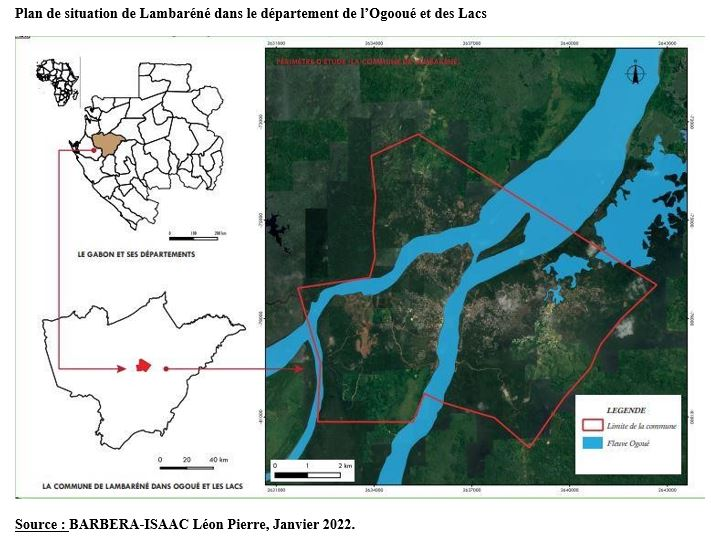
Plan de situation de Lambaréné dans le département de l'Ogooué et des Lacs

Les lacs Zilé (7 kilomètres de long sur 2 de large), Déguiélé, Azingo, Onangué, Evaro et Gomé, à la frontière de la réserve de Wonga Wongué, sont des sites touristiques. La faune y est très variée et la flore y est restée à l'état sauvage.
L'explorateur Pierre Savorgnan de Brazza a séjourné à plusieurs reprises à Lambaréné pendant ses voyages dans le bassin de l'Ogooué.

## Urbanisme

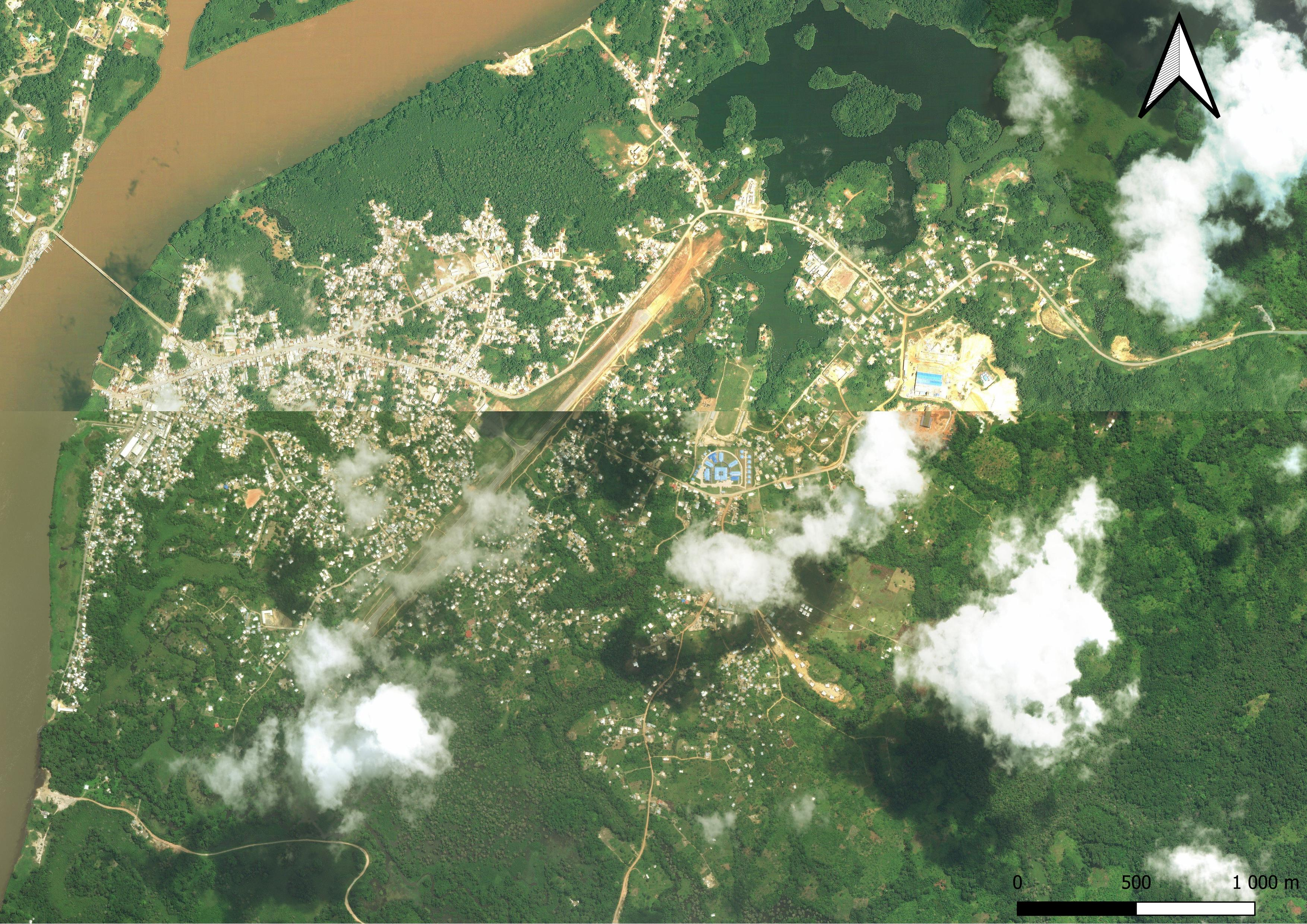
Vue aérienne du deuxième arrondissement ou s'effectue la plus grande densification urbaine de la ville.

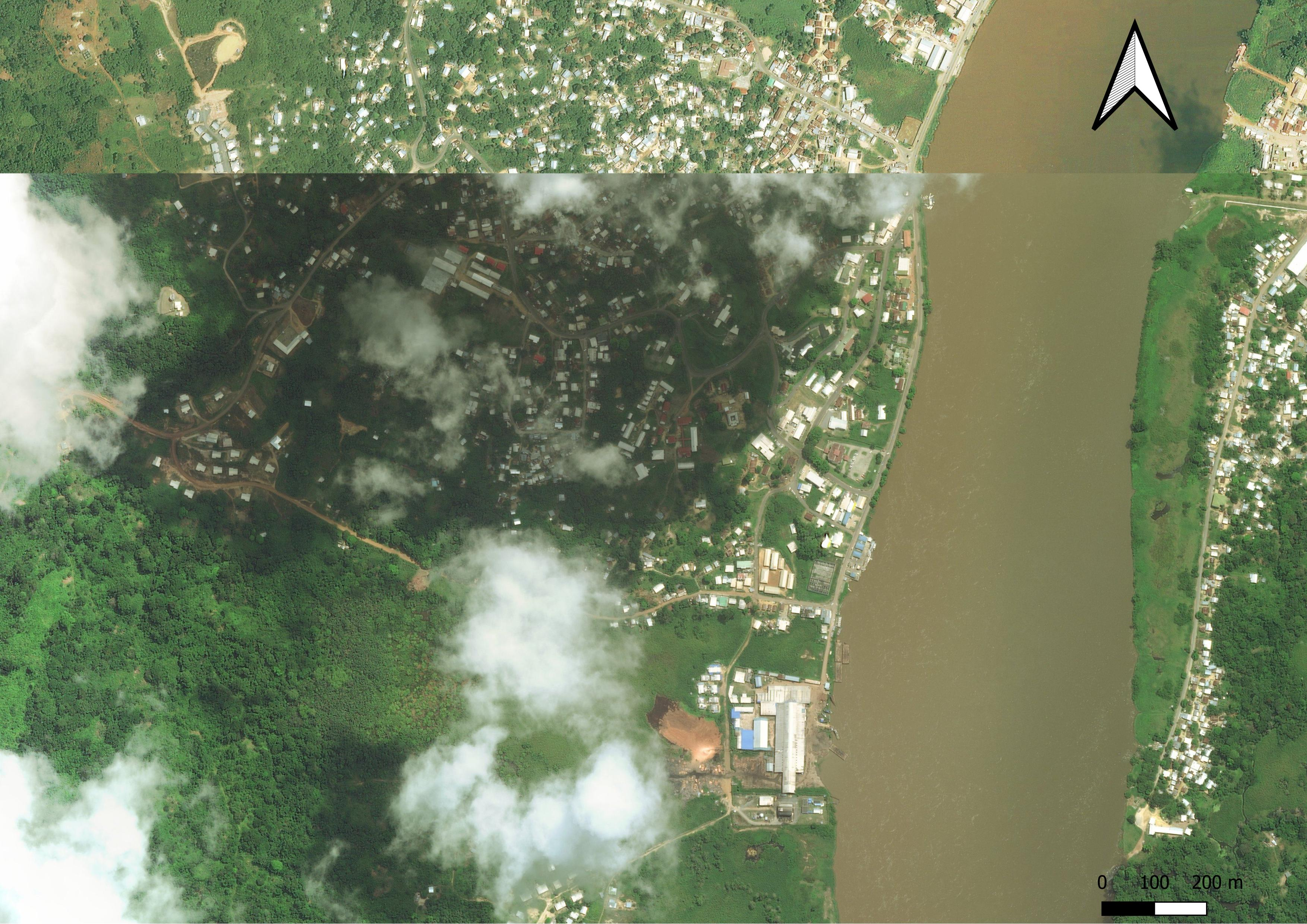
Vue aérienne du centre-ville de Lambaréné qui s'étend le long du fleuve et vers les collines.

La ville de Lambaréné est structurée en 3 blocs urbains : 
- Une ile centrale regroupant le centre-ville, le port passager, des missions catholiques et évangéliques, ainsi que des quartiers résidentiels très ancien
- Une rive droite;
- Vue aérienne du 1er arrondissement de Lambaréné composée d'une ile centrale regroupant le centre-ville et des quartiers anciens, ainsi que l'hôpital Albert Schweitzer située sur la rive à proximité.Une rive gauche.

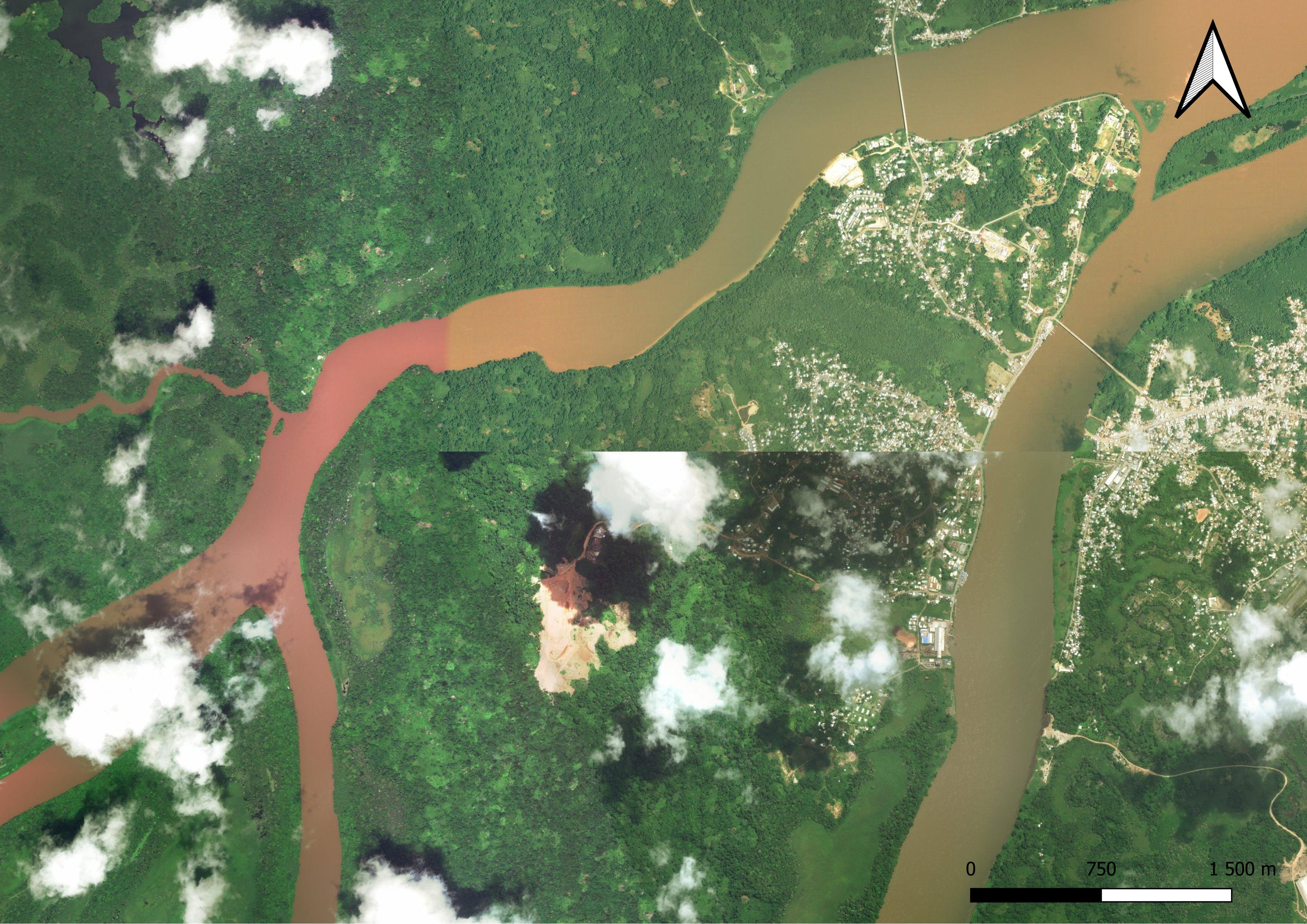
Vue aérienne du 1er arrondissement de Lambaréné composée d'une ile centrale regroupant le centre-ville et des quartiers anciens, ainsi que l'hôpital Albert Schweitzer située sur la rive à proximité.

La ville possède des usines, essentiellement regroupés dans une zone industrielle. Un aéroport permet d'assurer par moments le transport aérien des personnes et marchandises. La ville possède 24 quartiers essentiellement résidentiels. La majorité de ces quartiers sont spontanés et doivent nécessairement être restructurés.
La ville connait des épisodes de crues affectant les quartiers inondables proches du fleuve. Deux des principales solutions pour échapper aux effets des crues consisterait à aménager des digues le long des berges et à démolir les quartiers implantés dans les marécages en relogeant les habitants dans les plateaux collinaires encore vierges.
La ville de Lambaréné a connu d'importants travaux de construction d'édifices publics et d'aménagement de nouvelles voies en 2003 et 2009 dans le cadre des fêtes tournantes, initiés par le défunt président Omar Bongo. En 2013, dans le cadre de la célébration du centenaire de l'arrivée du Docteur Schweitzer, la ville connaitra de nouveaux travaux dont une réhabilitation de son réseau routier et la livraison d'un Centre Hospitalier Universitaire.
La ville est traversée par la route nationale 1 et deux ponts permettent son désenclavement. Les tendances d'urbanisation montrent que la ville se développe beaucoup dans le deuxième arrondissement et que la ville pourra s'étendre le long de l'axe Lambaréné-Fougamou. Un projet d'extension urbaine avec l'érection de lotissement dénommé Lambaréné 2 a été engagé il y'a quelques années,, sur les collines de la ville, mais connait actuellement un arrêt des travaux.

## Coopération décentralisée
Lambaréné est membre de l'Association Internationale des Maires Francophones (A.I.M.F) et de l'Association des Maires et Communes du Gabon (A.M.C.G). La ville a été jumelée a 4 villes à travers le monde: Kaysersberg, Jeumont, Le Perreux (France) et  Argelato (Italie).

## Sport

### Football
Lambaréné est une terre sportive. La ville possède des équipements destinés au football, essentiellement composé du stade municipal et du stade privé Jean NKOUMOU, sans oublier les stades des établissements secondaires de la ville.
L'équipe phare de football de la ville est le Lambaréné Athlétic Club, anciennement connu sous le nom de AS. PELICAN. Fondé en 1980, le club a participé aux phases préliminaires de la coupe de la CAF en 2019.

### Autres sports
Depuis le début de la compétition cycliste Tropicale Amissa BONGO, la ville est une étape incontournable du parcours,. La ville possède d'autres installations sportives, comme les plateaux multisports localisés dans les Lycées.

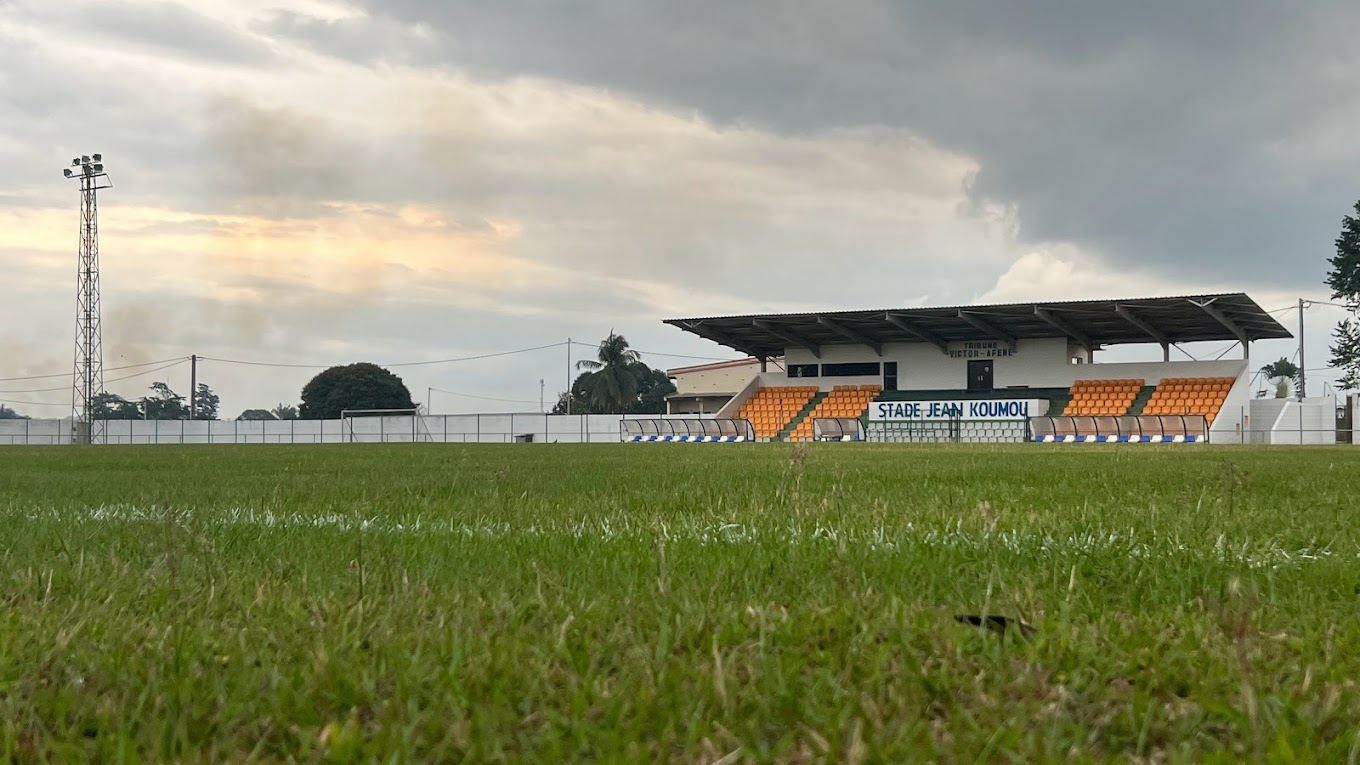
Vue sur le stade Jean NKOUMOU de Lambaréné
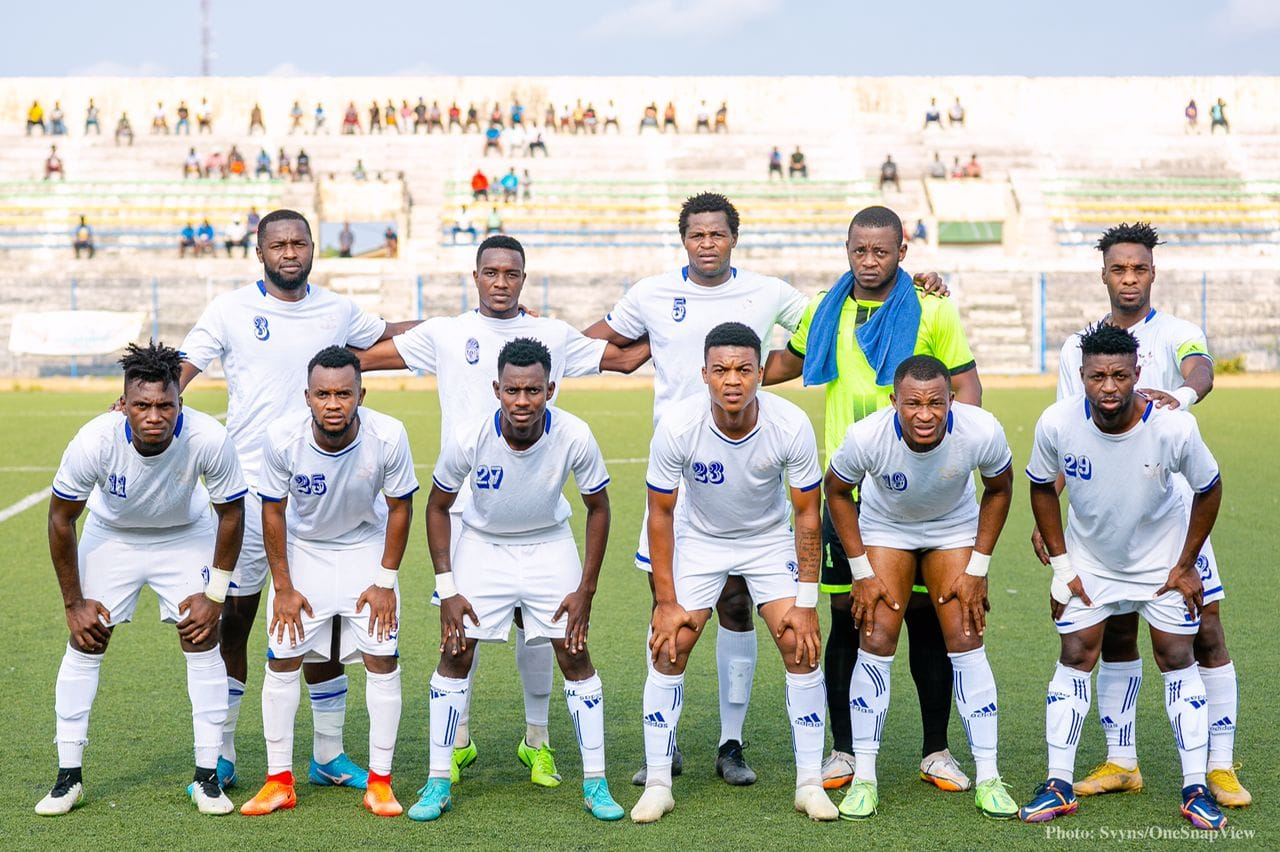
équipe de Football locale de Lambaréné (Lambaréné Athlétic Club)]
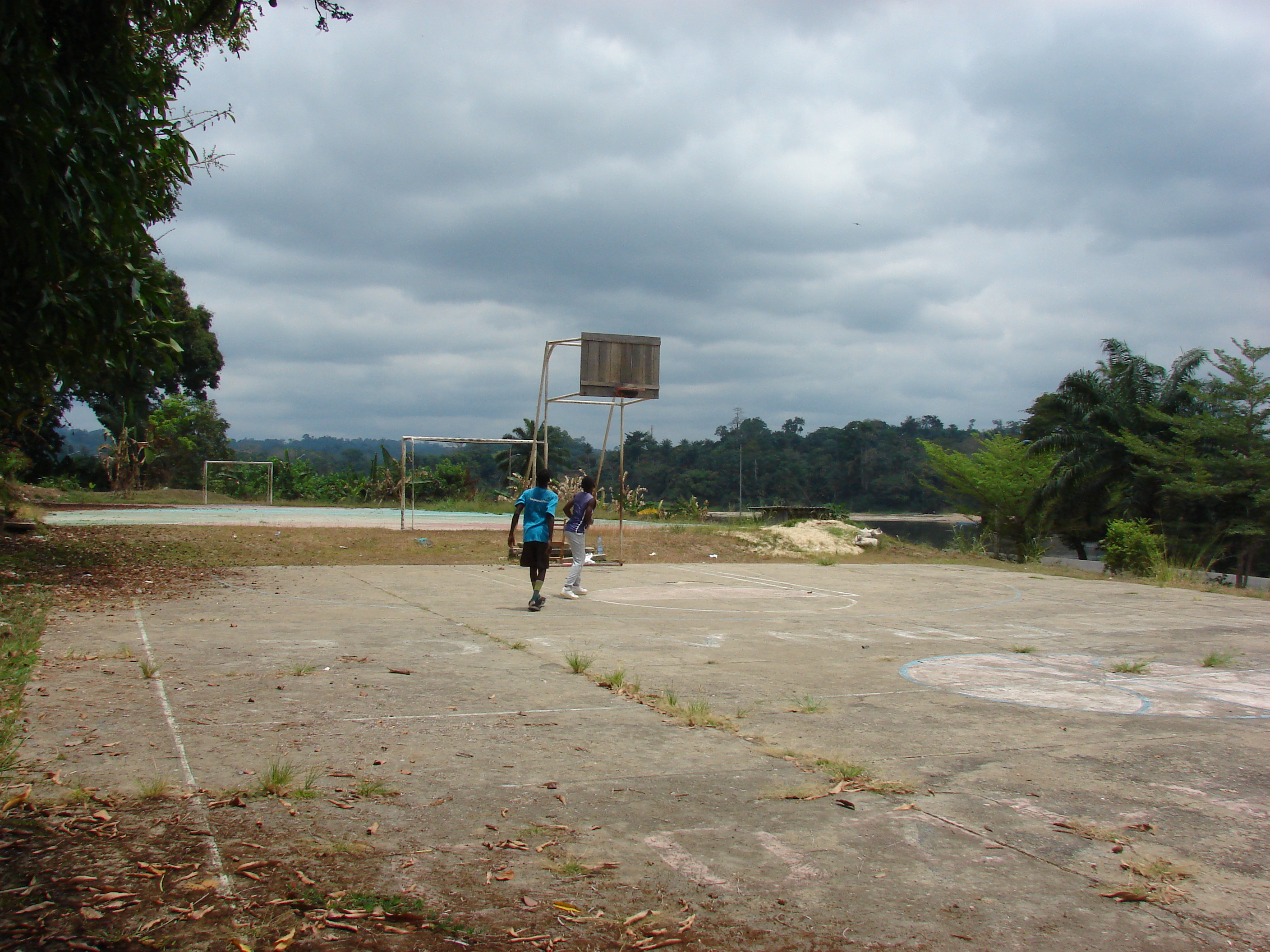
Terrain de Basket au Lycée Mgr Jean Baptiste ADIWA
Vue aérienne générale de Lambaréné

## Religion

### Catholicisme
Les Lambarénéens sont en général très croyants et pratiquants. Les dimanches, les principales églises, temples et autres lieux de cultes chrétiens sont pris d'assaut par les nombreux fidèles chrétiens de la ville. Ici, comme partout ailleurs au Gabon, le christianisme est la religion principale, soit par tradition ou par conviction. L'église catholique est la plus prisée avec trois églises dans la ville : Saint François Xavier (quartier sainte Thérèse), Saint Joseph (centre-ville), Sainte Marie (quartier Isaac), à laquelle on ajoute la chapelle des sœurs de l'immaculée conception et la chapelle du collège Mgr Jean Baptiste ADIWA. Il faut dire que la présence de l'église catholique dans la ville date du 19e siècle.

### Protestantisme
Les protestants évangéliques constituent la deuxième obédience chrétienne de la ville avec des implantations au centre-ville (foyer protestant), à Fanguinoveny et à l'hôpital Schweitzer. Autrefois on trouvait à proximité la station missionnaire de Talagouga, ainsi que celle de Ngomo

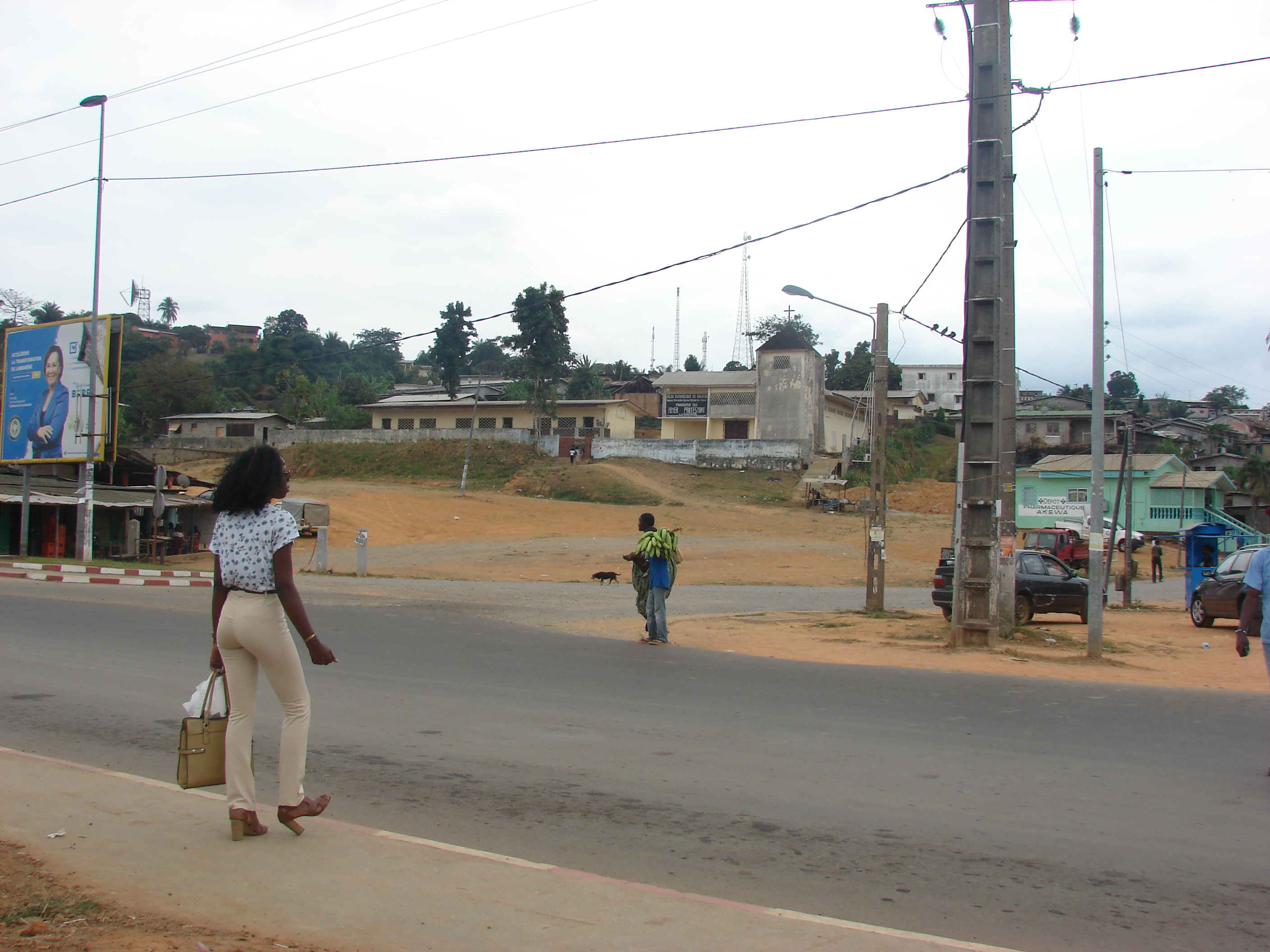
vue sur l'église du foyer protestant

### Nouveaux mouvements religieux

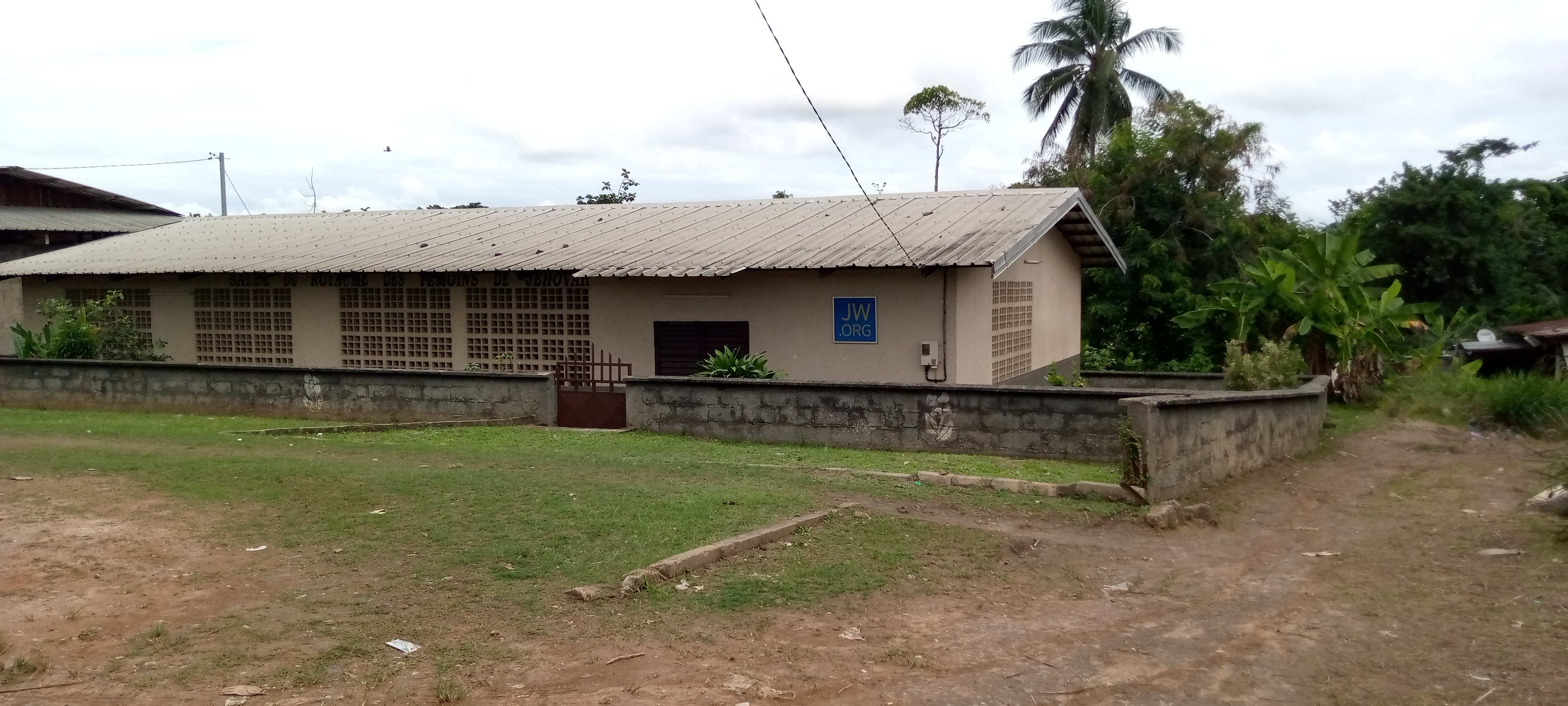
Vue sur un lieu de culte des Témoins de Jéhovah de Lambaréné

Depuis les années 1980-1990 la ville a connu une explosion de nouveaux mouvements religieux principalement chrétiens : christianisme céleste, adventistes du 7e jour, Schékina, pentecôtisme, alliance chrétienne et missionnaire, Témoins de Jéhovah, les églises de maisons non-affiliées.

### Bwiti
Le Bwiti est très pratiqué dans la ville. Principale religion traditionnelle du Gabon, elle a été introduite dans la ville par les Apindji, mais aussi par les Tsogo.

## Culture populaire
Lambaréné apparait souvent dans des œuvres culturelles, qu'il s'agisse de films, de documentaires, de chansons ou d'œuvres écrites et dessinées.
Le Clip Bolingo, des chanteurs Eboloko, Sean Bridon et Koffi Olomide est tourné dans la ville, ou l'on peut apercevoir le fleuve Ogooué et l'église Saint François Xavier.
Le film le Grand blanc de Lambaréné de Bassek Ba Kobhio qui retrace sous un ton satirique le parcours du Docteur Schweitzer est surement l'œuvre fictive qui a eu à faire parler mondialement cette ville.
Le film la Puissance de la foi du Gabonais Melchy Obiang qui dénonce les travers de certains hommes politiques et religieux au Gabon a été tourné dans la ville de Lambaréné. On peut notamment y voir l'hôtel de ville transformé en commissariat et le Lycée Janvier Nguema Mboumba où l'un des personnages principaux du film habite.
Dans le film Inspecteur sori, le Mamba de Mamady Sidibé, les inspecteurs sori et sally cherchent des informations sur une victime d'un meurtre, Angélique Nakro, dont les parents vivent à Lambaréné.
Dans un épisode du magazine échappées belles consacré au Gabon, dénommée échappées belles, Gabon, la grande forêt on y visionne la ville de Lambaréné avec des focus sur l'hôpital Schweitzer et les pêcheurs de la ville.
Le documentaire Lambaréné la perle de l'Ogooué retrace l'histoire de la ville.
La bande dessinée Terreur à Lambaréné de Fargas suit l'aventure du personnage Yannick Dombi dont l'action se déroule à Lambaréné.
Lambaréné est chanté en langue myènè dans le titre musical Ntché Yazo de Serge Egniga, un chanteur de rumba originaire de la ville assassiné en 2003 à Owendo au sud de Libreville.
Lambaréné est chanté encore en langue myènè dans la chanson Lambaréné de Michel Madingo.

## Politique
La ville de Lambaréné est très stratégique sur le plan national pour les nombreux partis nationaux.

### Parti Démocratique Gabonais
Le Parti Démocratique Gabonais (PDG) y possède de nombreux adhérents dont plusieurs élus au parlement, des membres du gouvernement et des cadres dans la fonction publique ou dans le secteur privé. Georges Rawiri ancien président du sénat a longtemps été un des chefs de la ville. Homme de confiance d'Omar Bongo il a été le parrain de nombreux pédégistes de la ville. Homme de réseaux, il a été l'un des fondateurs de la Grande loge Nationale du Gabon.
Rose Francine Etomba Rogombé, président par intérim de la république en 2009 est originaire de la ville. Elle fut aussi une militante très active du Parti Démocratique Gabonais.
Richard Auguste Onouviet, longtemps ministre sous Omar Bongo, ancien député et ancien président de l'assemblée nationaleest un homme politique très apprécié des Lambarénéens.
Madeleine Edmée Berre, fille de Rose Francine Rogombé est l'actuelle députée du premier arrondissement de Lambaréné.
Janvier Nguema Mboumba , ancien ministre de l'éducation est un militant actif de première heure du parti démocratique Gabonais.

### Partis de l'opposition
Lambaréné n'est pas pour autant totalement acquis au pouvoir en place car la ville connait depuis longtemps une guerre de leadership entre partisans du PDG au pouvoir et partisans de l'opposition.
Séraphin Davain Akure député du deuxième arrondissement de Lambaréné et ancien maire de la ville est une personnalité charismatique très apprécié des Gabonais notamment par ses discours francs lors de ses interventions à l'assemblée nationale.
Paul Marie Gondjout, chef du parti Union Nationale Initiale est conseiller municipal dans la ville.
En 2017, une foule immense accueille Jean Ping lors de sa tournée à Lambaréné dans une période de tension post-électorale.
En 1990 et en 2016, la ville connaitra de nombreuses manifestations, des casses et des pillages à la suite de la contestation d'une partie des citadins au sujet de la mort de l'opposant Joseph Redjambé et des résultats de l'élection présidentielle de 2016. En 1990 le tribunal avait été incendié, il en sera de même en 2016 avec l'incendie de la mairie du deuxième arrondissement et de l'aéroport. Adouma et les quartiers populaires du deuxième arrondissement sont les principaux bastions de l'opposition.

## Personnalités liées à la ville
- Paul Kessany, ancien footballeur international Gabonais né dans la ville[55]aujourd'hui propriétaire d'un hôtel de luxe dans la ville.
- Philippe Mory, le père du cinéma Gabonais, né à obatanga, un village proche de Lambaréné, mais qui découvrit la ville de Lambaréné à l'âge de 7ans[56].
- Marc Saturnin Nan Nguema, économiste et homme politique Gabonais.
- Séraphin Akure Davain, Médecin et homme politique Gabonais.
- Rose Francine Rogombé, ancien président de la république.
- Georges Rawiri, Ancien président du sénat.
- Angèle Rawiri[57], Première Romancière Gabonaise, fille de Georges Rawiri.
- Pierre Isaac Barbera, homme d'affaires qui a donné son nom à un quartier de Lambaréné
- Albert Schweitzer, médecin français qui a créé un hôpital portant son nom à Lambaréné, lauréat du Prix Nobel de la Paix en 1952

## Galerie

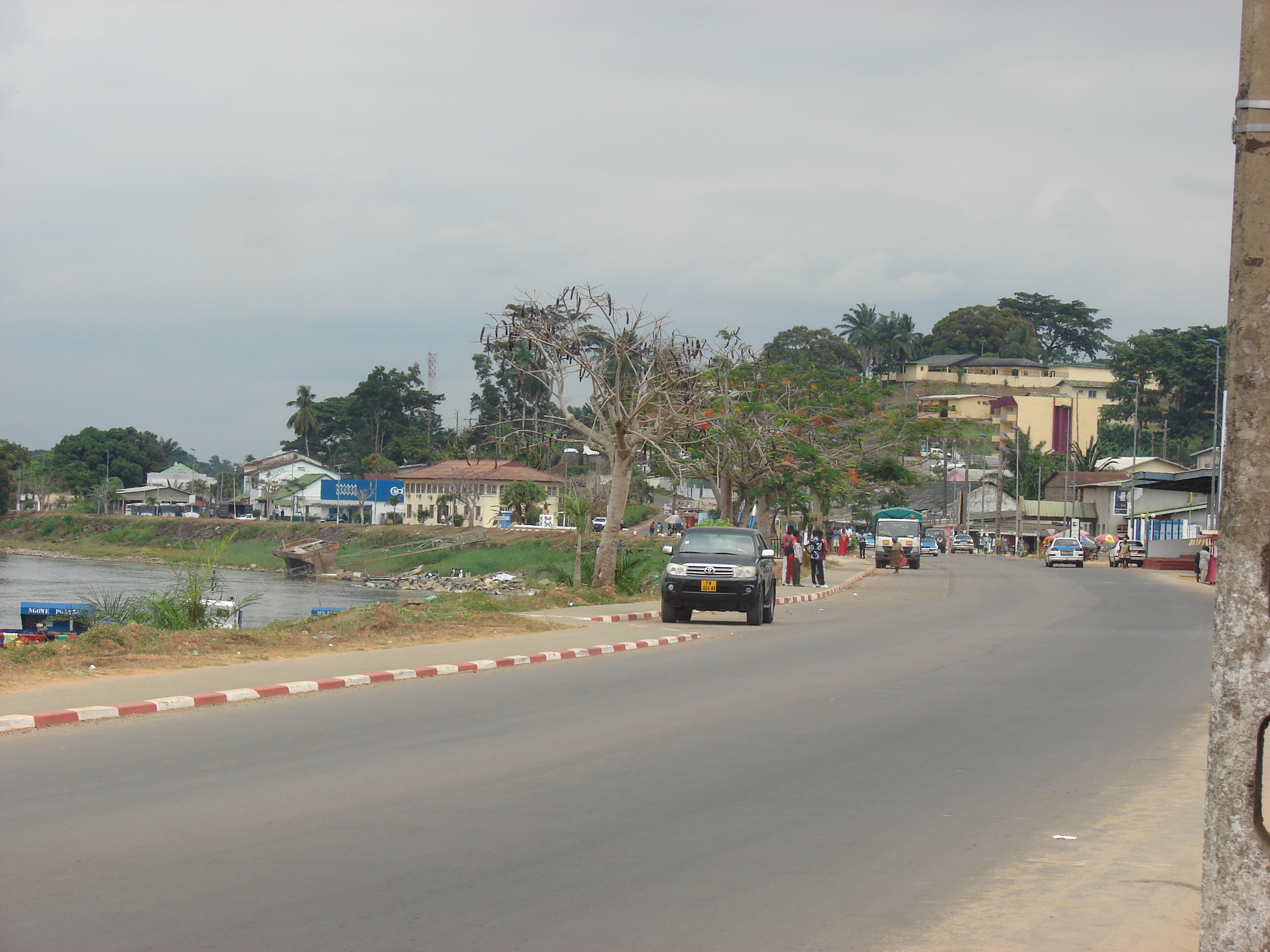
Cette voie qui mène au centre-ville est l'une des plus fréquentées de la ville. On peut y apercevoir la Tribune officielle pour les cérémonies et le carrefour matériaux.
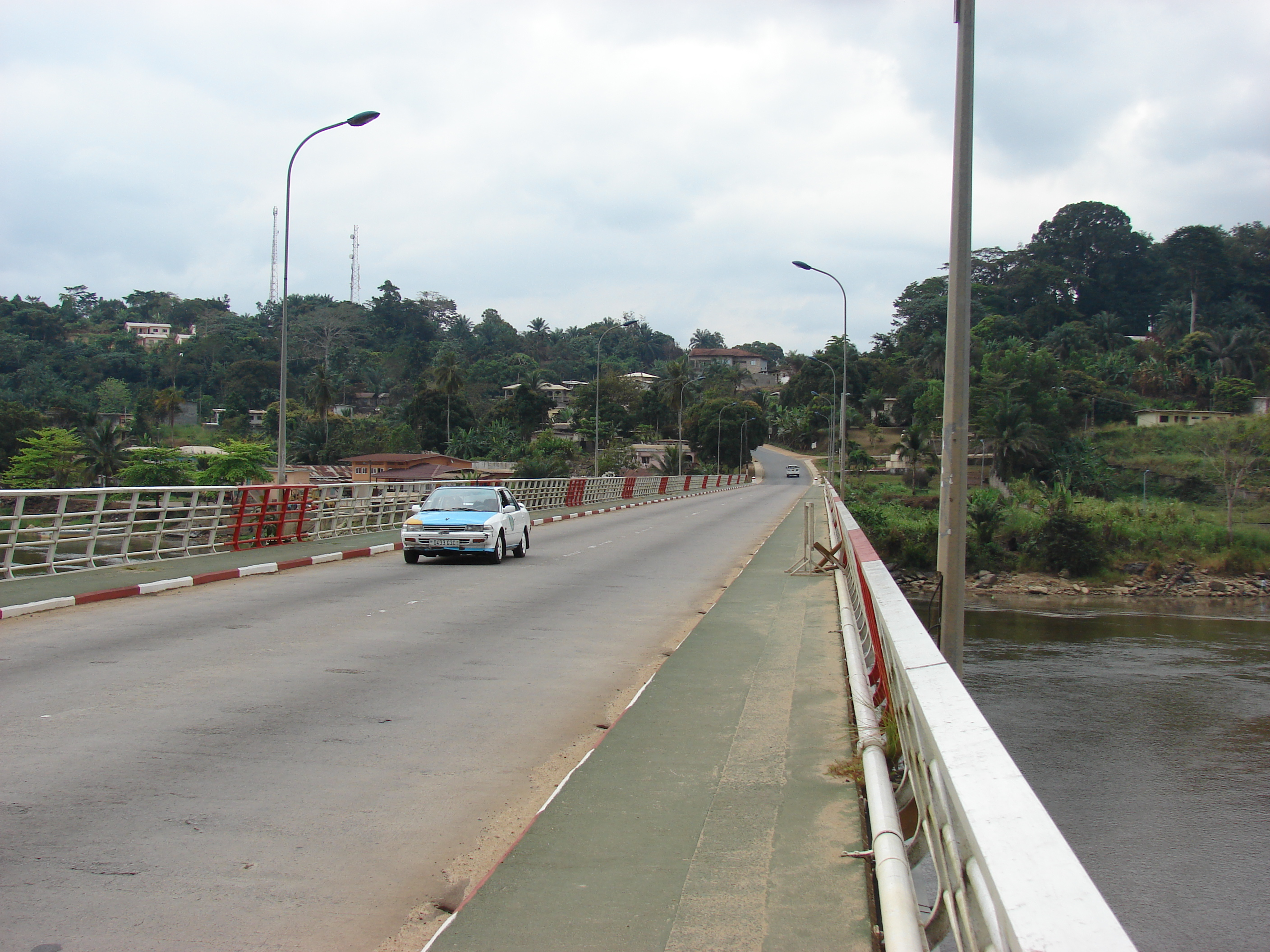
Premier Pont de Lambaréné
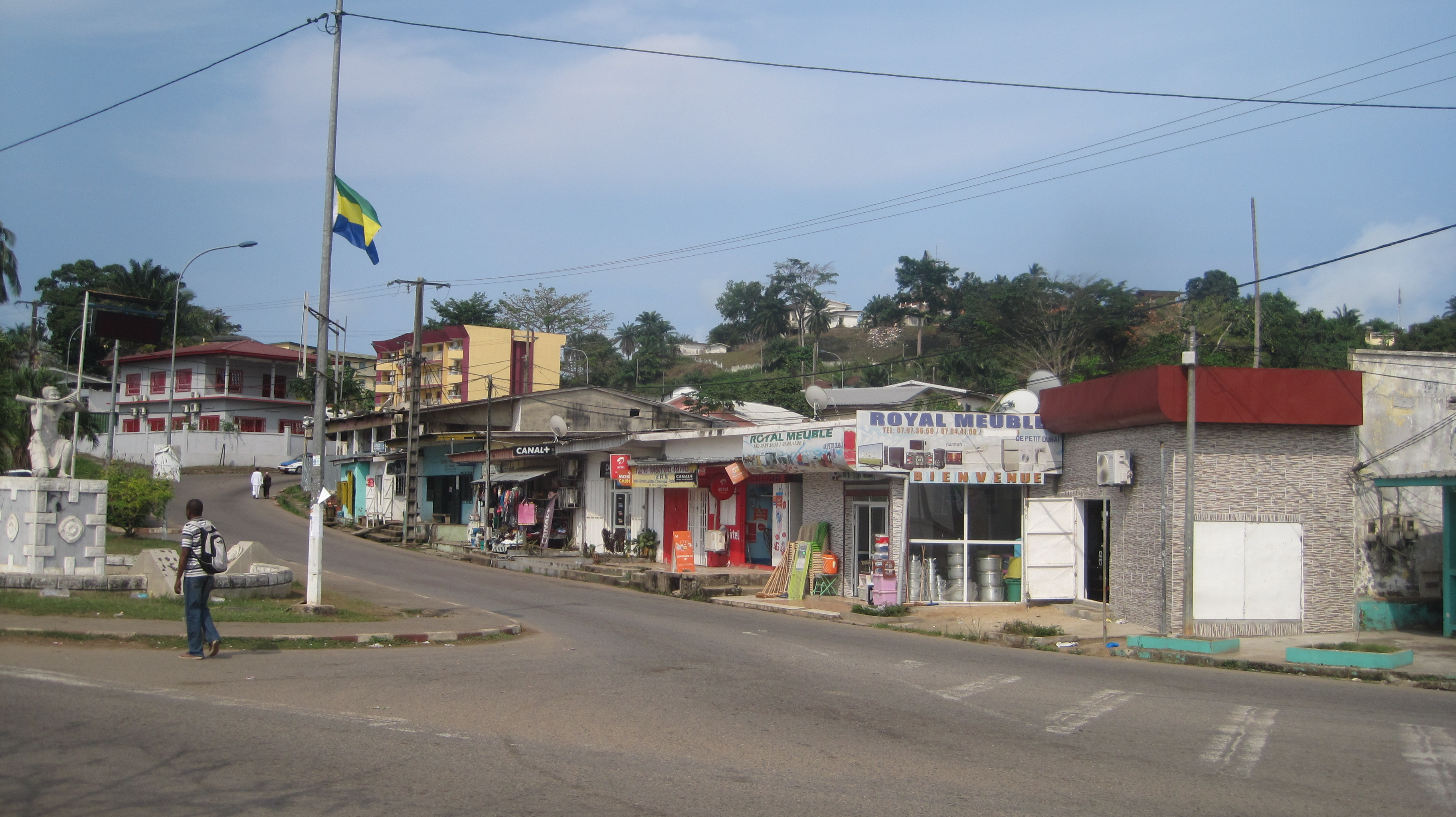
Centre-Ville
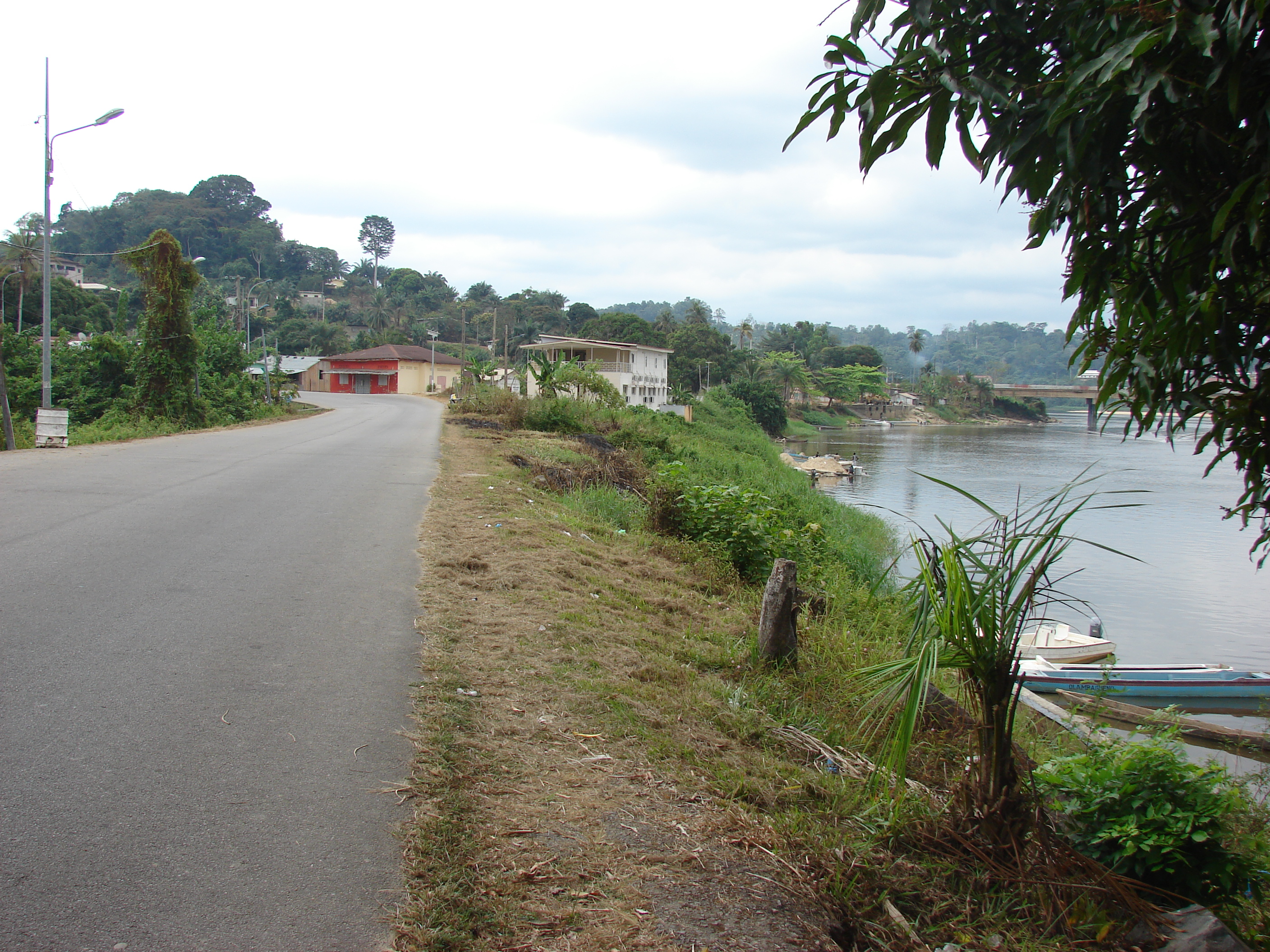
Berges du fleuve
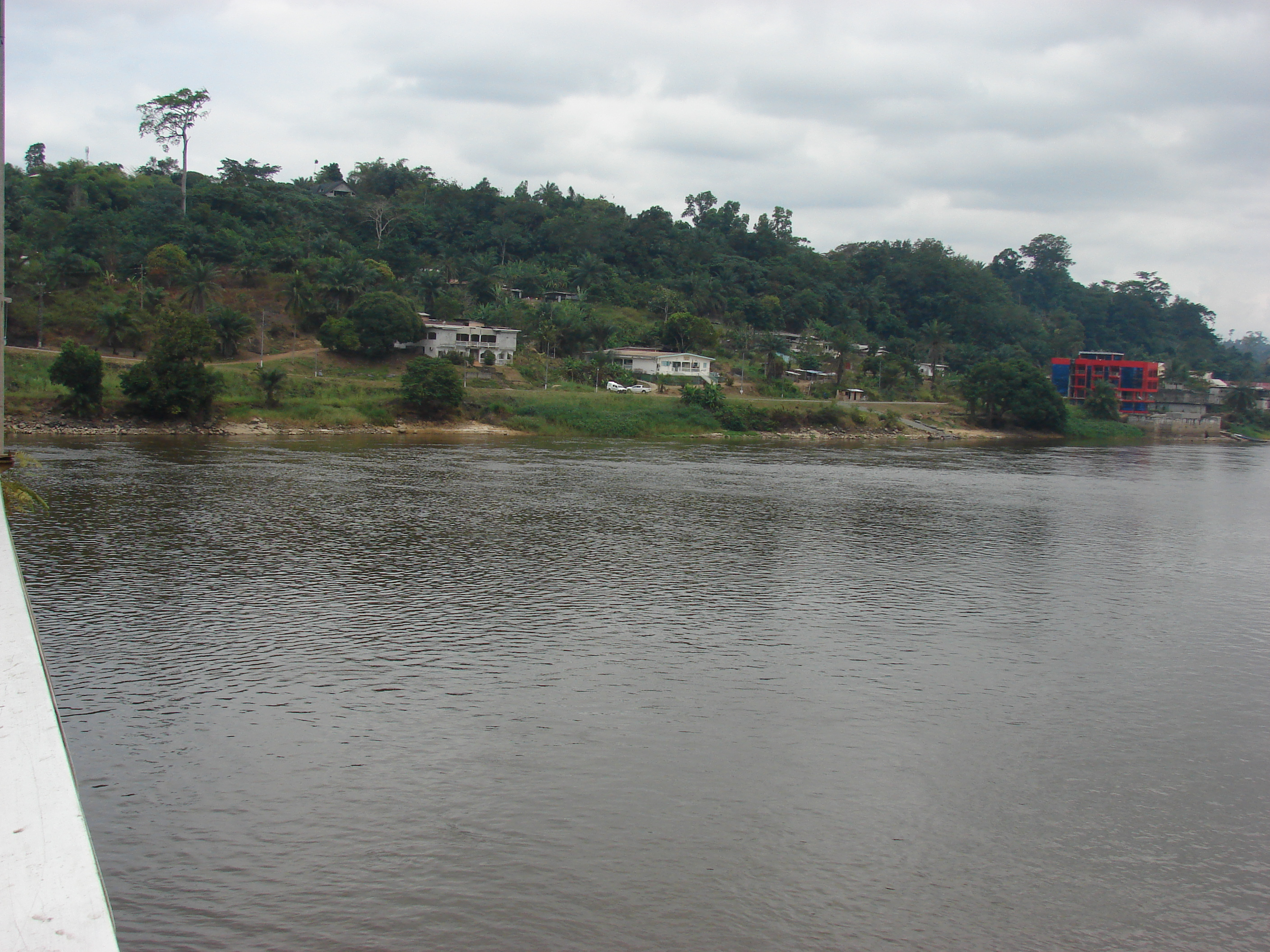
Berge du quartier Sainte Thérèse
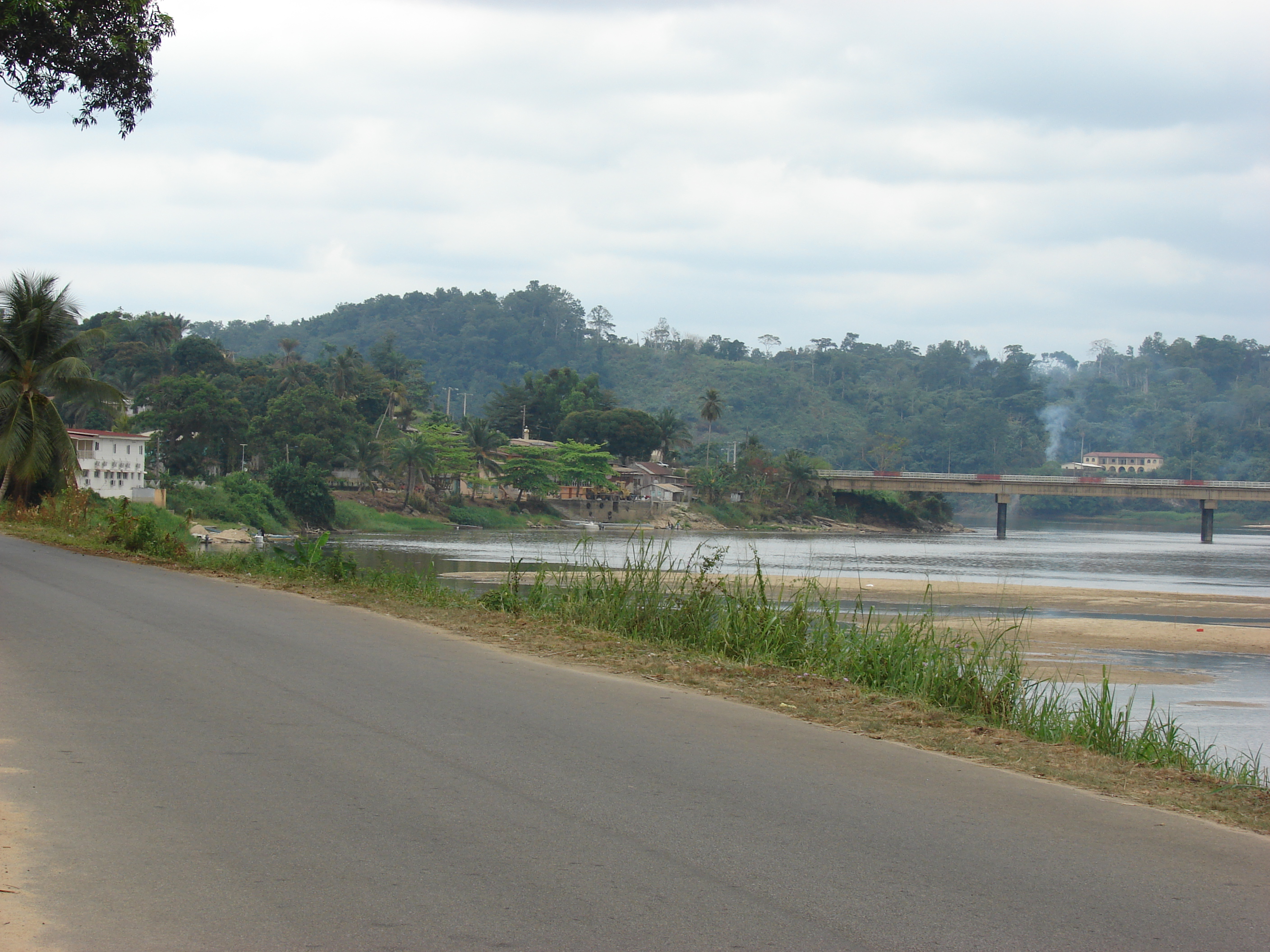
Berge du quartier Dakar
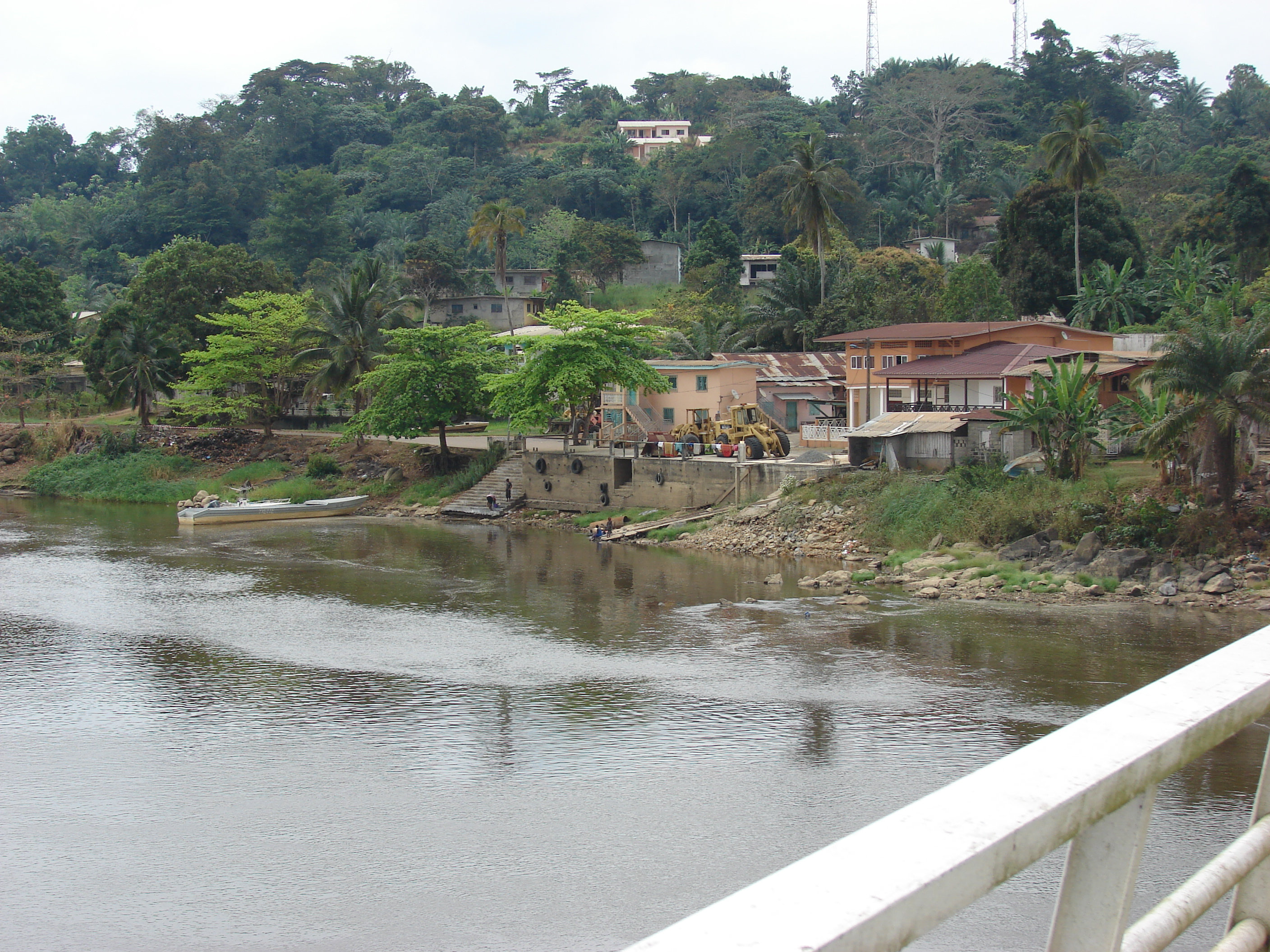
Quai au quartier Dakar
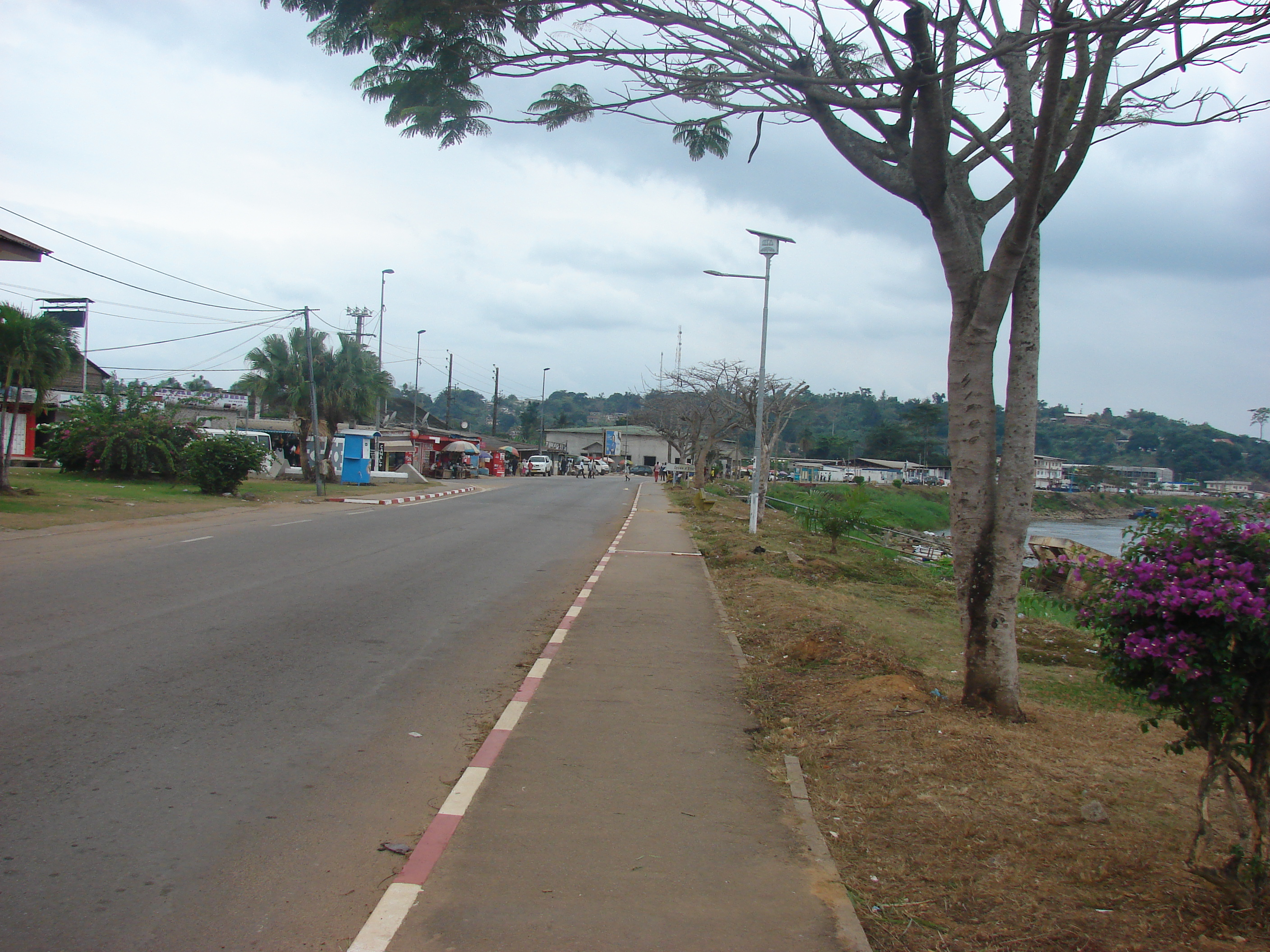
Quartier Matériaux
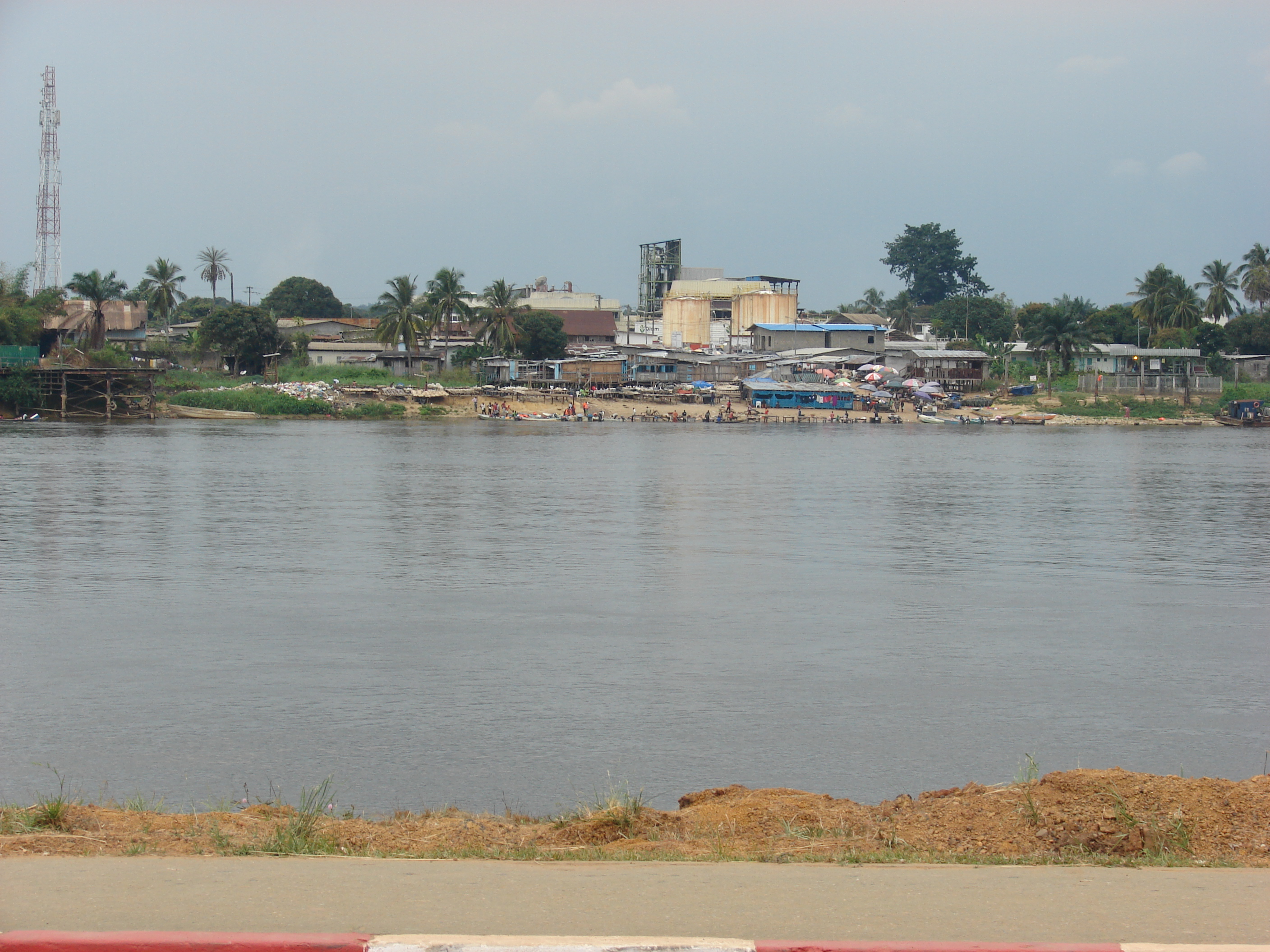
Le débarcadère du marché du quartier Isaac de Lambaréné